# عزلة بني منصور (ذمار)

تعديل مصدري - تعديل

عزلة بني منصور هي إحدى عزل مديرية وصاب السافل في محافظة ذمار اليمنية ويبلغ تعداد سكانها 2723 نسمة حسب التعداد السكاني في اليمن لعام 2004.